# Campionati del mondo di atletica leggera indoor 2012 - Salto in alto femminile
La gara di salto in alto femminile dei mondiali indoor di Istanbul 2012 si è svolta venerdì 9 marzo, con le qualificazioni e sabato 10 marzo, alle ore 18:15 locali, giorno della finale.

## Qualificazione
| Pos. | Atleta                  | Nazionalità | 1.78 | 1.83 | 1.88 | 1.92 | 1.95 | Risultato | Note  |
| ---- | ----------------------- | ----------- | ---- | ---- | ---- | ---- | ---- | --------- | ----- |
| 1    | Anna Chicherova         | Russia      | -    | o    | o    | o    | o    | 1.95      | Q     |
| 1    | Ebba Jungmark           | Svezia      | -    | o    | o    | o    | o    | 1.95      | Q, SB |
| 3    | Antonietta Di Martino   | Italia      | -    | o    | o    | o    | xo   | 1.95      | Q, SB |
| 3    | Chaunté Lowe            | Stati Uniti | o    | o    | o    | o    | xo   | 1.95      | Q     |
| 5    | Svetlana Radzivil       | Uzbekistan  | o    | o    | o    | xxo  | xo   | 1.95      | Q     |
| 6    | Tia Hellebaut           | Belgio      | o    | xo   | o    | xxo  | xo   | 1.95      | Q     |
| 7    | Ruth Beitia             | Spagna      | -    | o    | o    | o    | xxx  | 1.92      | q     |
| 7    | Esthera Petre           | Uzbekistan  | o    | o    | o    | o    | xxx  | 1.92      | q     |
| 9    | Airinė Palšytė          | Lituania    | o    | o    | o    | xo   | xxx  | 1.92      | SB    |
| 9    | Irina Gordeeva          | Russia      | -    | o    | o    | xo   | xxx  | 1.92      |       |
| 9    | Emma Green Tregaro      | Svezia      | -    | o    | o    | xo   | xxx  | 1.92      |       |
| 12   | Anna Iljuštšenko        | Estonia     | o    | o    | o    | xxx  |      | 1.88      |       |
| 13   | Zheng Xingjuan          | Cina        | o    | o    | xo   | xxx  |      | 1.88      |       |
| 14   | Ana Šimić               | Croazia     | o    | xxo  | xo   | xxx  |      | 1.88      |       |
| 15   | Levern Spencer          | Saint Lucia | o    | o    | xxo  | xxx  |      | 1.88      | SB    |
| 15   | Tonje Angelsen          | Norvegia    | o    | o    | xxo  | xxx  |      | 1.88      |       |
| 17   | Oksana Okuneva          | Ucraina     | o    | xo   | xxx  |      |      | 1.83      |       |
| 18   | Marina Aitova           | Kazakistan  | o    | xxo  | xxx  |      |      | 1.83      |       |
|      | Venelina Veneva-Mateeva | Bulgaria    | -    | xxx  |      |      |      | NM        |       |
|      | Inika McPherson         | Stati Uniti | xxx  |      |      |      |      | NM        |       |
|      | Burcu Ayhan             | Turchia     |      |      |      |      |      | DNS       |       |

### Finale
| Pos. | Atleta                | Prestazione | Note |
| ---- | --------------------- | ----------- | ---- |
| 1    | Chaunté Lowe          | 1.98 m      |      |
| 2    | Anna Chicherova       | 1.95 m      |      |
| 2    | Ebba Jungmark         | 1.95 m      |      |
| 2    | Antonietta Di Martino | 1.95 m      | =SB  |
| 5    | Tia Hellebaut         | 1.95 m      | =SB  |
| 6    | Ruth Beitia           | 1.95 m      | SB   |
| 7    | Esthera Petre         | 1.92 m      |      |
| 8    | Svetlana Radzivil     | 1.92 m      |      |